# Charles Edward Stephens
Charles Edward Stephens (Londres, Regne Unit, 18 de març de 1821 - 13 de juliol de 1892) fou un compositor anglès, nebot de la cantant Catherine Stephens.
Fou deixeble de Potter, Blagrove i Hamilton i ensems es distingí com a compositor, pianista i organista. Deixà: Quartets per a instruments d'arc; dos serveis complets per al culte protestant; música per a piano i orgue, i gran nombre de composicions vocals.